# Hans Schweitzer

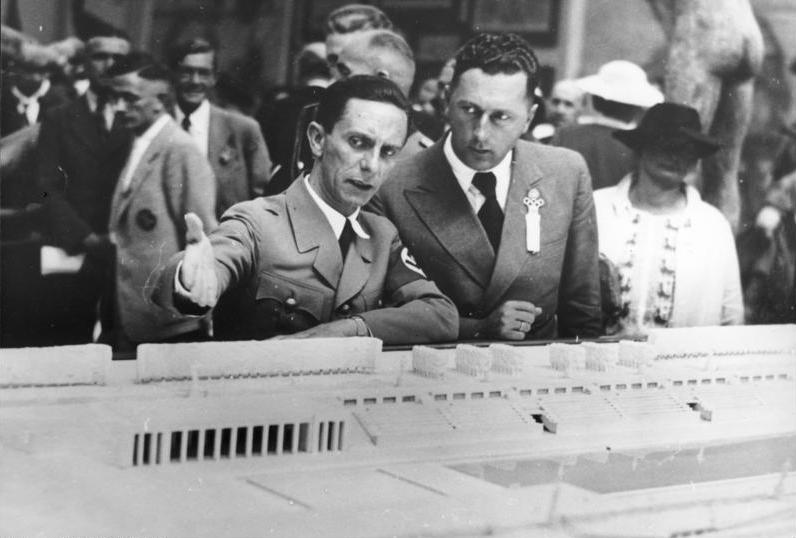
Joseph Goebbels (izq) y Hans Schweitzer (der) en el inicio de la exhibición de arte Olímpico, julio de 1936. © Bundesarchiv Bild 183-1992-0421-500.

Hans Herbert Schweitzer (25 de julio de 1901 en Berlín, Alemania † 15 de septiembre de 1980 en Landstuhl, Alemania), conocido como Mjölnir o Mjolnir, fue un artista, diseñador gráfico y propagandista alemán, Comisario del Reich para el diseño aritistico, del periodo nazi en Alemania (1933-1945), que creó algunos pósteres para el Partido Nacionalsocialista Obrero Alemán, influyentes para la sociedad alemana, antes y durante la Segunda Guerra Mundial. 
Nacido en 1901, hijo de un médico alemán, en 1926 se une al NSDAP (N ° 27.148), siendo reclutado por el ministro de propaganda Joseph Goebbels. 
En 1936, Hitler lo nombra, para que ocupara el puesto de representante del Reich a cargo de la creación artística. Se le encomendó traducir la ideología nazi a una forma artística y a un estilo característico en distintas áreas: uniformes, estampillas, banderas y pósteres, de ideología antisemita, anticomunista y nacionalsocialista.
Su apodo Mjölnir corresponde a la mitología nórdica-teutonica, en la cual Thor, dios del trueno, tiene como arma y objeto más representativo, un martillo de guerra arrojadizo de mango corto, icono del paganismo nórdico y germánico, llamado Mjölnir.
Schweitzer sobrevivió a la Segunda Guerra Mundial y logró una buena carrera gráfica, falleciendo en 1980, a los 79 años de edad, en el sur de Alemania.